# Máté Kamarás
Dans le nom hongrois Kamarás Máté, le nom de famille précède le prénom, mais cet article utilise l’ordre habituel en français Máté Kamarás, où le prénom précède le nom.
Máté Kamarás (né le 21 septembre janvier 1976 à Miskolc) est un chanteur et acteur hongrois principalement actif dans le domaine de la comédie musicale.

## Biographie

### Jeunesse et études
Né le 21 septembre 1976 à Miskolc, Máté Kamarás évolue dans une famille ancrée dans le milieu culturel : son père est photographe et graphiste ; sa mère, mélomane, est passionnée de littérature ; son grand-père maternel, József Mács, est écrivain et journaliste ; son cousin est le dessinateur Attila Dargay. Lui-même peint dès son plus jeune âge.
Il débute la musique au lycée, avec un goût prononcé pour le rock. En parallèle, il apparaît dans plusieurs productions musicales scolaires, notamment Les Misérables.
En 1995, il figure à la distribution de Chess, montée par la compagnie théâtrale Rock Színház, ce qui s'avère sa première expérience professionnelle dans la comédie musicale.
En 1996, il campe le rôle de Nick dans Fame, au Théâtre Thália.
Admis à l'Université d'art dramatique et cinématographique de Budapest, il obtient à la même période une bourse qui lui permet d'étudier la musique en Angleterre.
De 1999 à 2000, il campe son premier rôle majeur : celui du vampire Herbert, flamboyant fils du comte Graf von Krolock, dans la production viennoise du Bal des Vampires.
En 2000, Máté Kamarás est brièvement membre du groupe autrichien Ohrrausch, aux côtés de Roman Gregory et Georgij Makazaria. Les singles Siegerstraße et Hallo Taxi sont certifiés disque d'or. Le groupe est dissous la même année.

### La révélation avecElisabeth
A l'été 2000, le Budapesti Operettszínház présente sa nouvelle mouture de la comédie musicale culte Elisabeth. Szilveszter P. Szabó et Attila Németh, présents à la distribution de 1996, sont de nouveau annoncés dans le rôle de Der Tod. En alternance avec Szabó et Németh, Máté Kamarás est également choisi pour incarner le personnage. Sa prestation, très remarquée, lance définitivement sa carrière.
De 2003 à 2006, Máté Kamarás incarne à nouveau le personnage de Der Tod, cette fois pour la scène viennoise.
En 2007, il incarne à nouveau Herbert dans Le Bal des Vampires, au Budapesti Operettszínház. Cette même année, il tient surtout le rôle de Der Tod à plusieurs reprises, notamment lors d'une programmation spéciale à Tokyo, où la troupe viennoise d'Elisabeth interprète les chansons en allemand. Ces représentations lui apportent une notoriété importante au Japon. Dès lors, il partage sa carrière entre l'Asie et l'Europe. Outre sa langue maternelle (le hongrois), ses connaissances en anglais, allemand et japonais lui permettent d'auditionner auprès des productions internationales.
En 2009, le conseil d’administration de Miskolc lui décerne le Prix Miskolci Múzsa ; cette récompense salue les personnalités ayant contribué à la renommée de la ville grâce à leurs travaux, leurs créations, leurs productions artistiques ou leur soutien à l'Art.
En 2011, il est à l'affiche de Mitsuko, le nouveau projet musical de Shūichirō Koike, Jack Murphy et Frank Wildhorn, planifié au Umeda Arts Theater d'Osaka. L'intrigue est basée sur une histoire vraie : elle retrace l'histoire d'amour du comte Heinrich von Coudenhove-Kalergi, un aristocrate austro-hongrois, et de Mitsuko Aoyama, une jeune japonaise. La trame se centre ainsi sur les difficultés endurées par le couple mixte pour faire accepter leur relation au sein de la haute société et du pays tout entier. Mitsuko est jouée par l'ancienne star de la Revue Takarazuka Kei Aran et Heinrich est incarné par Kamarás. Ce dernier chante en japonais pour le rôle et sa prestation est saluée.
L'année suivante, il rejoint la production nippone d'Elisabeth, où il campe Der Tod en alternance avec Kanji Ishimaru et Yūichirō Yamaguchi. Il est ainsi le seul interprète à avoir tenu ce rôle en hongrois, en allemand et en japonais.

### Carrière de peintre
Outre sa carrière de chanteur, Máté Kamarás est également peintre et expose ses toiles en Europe et au Japon,.

## Scénographie partielle
| Année(s)           | Titre                                              | Rôle                                     | Lieu de la prestation               | Notes                                             |
| ------------------ | -------------------------------------------------- | ---------------------------------------- | ----------------------------------- | ------------------------------------------------- |
| 1994               | Képzelt riport egy amerikai popfesztiválról        | René                                     | Hongrie, Miskolc                    | Productions scolaires                             |
| 1995               | Les Misérables                                     | Jean Valjean                             | Hongrie, Miskolc                    | Productions scolaires                             |
| 1995               | Jésus Christ Superstar                             | Ponce Pilate                             | Hongrie, Miskolc                    | Productions scolaires                             |
| 1995               | Chess                                              | Le Russe                                 | Hongrie, Budapest                   | Production de la compagnie Rock Színház           |
| 1996               | Utazás                                             | Péter                                    | Hongrie, Budapest                   |                                                   |
| 1996               | Fame                                               | Nike                                     | Hongrie, Budapest                   |                                                   |
| 1996               | Barbarok                                           | Elke                                     | Hongrie, Budapest                   |                                                   |
| 1997 - 1998        | Le Bal des Vampires                                | Ensemble                                 | Autriche, Vienne                    | Solo du ténor dans la scène du cauchemar          |
| 1998               | Rock It!                                           | Ensemble                                 | Autriche, tournée                   |                                                   |
| 1999               | Attila Isten Kardja                                | Csaba                                    | Hongrie, Szeged                     |                                                   |
| 1999 - 2000        | Le Bal des Vampires                                | Herbert von Krolock                      | Autriche, Vienne                    | Premier rôle important                            |
| 2000               | Elisabeth                                          | Der Tod                                  | Hongrie, Budapest                   | Premier rôle principal                            |
| 2000               | Falco Cyber Show                                   | Amadeus                                  | Autriche, Vienne                    |                                                   |
| 2000               | Chess                                              | L'Américain                              | Norvège, Oslo                       |                                                   |
| 2001               | West Side Story                                    | Tony                                     | Hongrie, Szeged                     |                                                   |
| 2001 - 2003        | Gala d'Andrew Lloyd Webber                         | /                                        | Tournée européenne                  | Soliste                                           |
| 2002               | Fire of Dance                                      | /                                        | Tournée européenne                  | Soliste                                           |
| 2003 - 2006        | Elisabeth                                          | Der Tod                                  | Autriche, Vienne                    |                                                   |
| 2007               | Le Bal des Vampires                                | Herbert von Krolock                      | Hongrie, Budapest                   |                                                   |
| 2007               | Elisabeth                                          | Der Tod                                  | Japon, Tokyo                        | Distribution viennoise                            |
| 2007               | Super Life Tour Máté                               | /                                        | Japon, Tokyo                        | Concert solo                                      |
| 2008               | Wiener Musical Gala                                | /                                        | Japon, Tokyo                        | Soliste                                           |
| 2009               | Super Live Vol.2 LOVE LEGEND                       | /                                        | Japon, Tokyo                        | Soliste                                           |
| 2010               | Lulu                                               | Jack                                     | Autriche, Vienne                    |                                                   |
| 2010               | Máté Kamarás Solo Live                             | /                                        | Japon, Tokyo                        | Concert solo                                      |
| 2011               | Mitsuko                                            | Le comte Heinrich von Coudenhove-Kalergi | Japon, Osaka et Tokyo               |                                                   |
| 2012               | Elisabeth                                          | Der Tod                                  | Japon, Tokyo                        | Distribution japonaise                            |
| 2012               | Elisabeth                                          | Der Tod                                  | Japon, Tokyo                        | Distribution viennoise                            |
| 2013               | Máté Kamarás Solo Live                             | /                                        | Japon, Tokyo                        | Concert solo                                      |
| 2013               | Chess in Concert                                   | L'arbitre                                | Japon, Tokyo                        |                                                   |
| 2013               | Haruno Sumire Spring Live 2nd! at Billboard LIVE   | /                                        | Japon, Tokyo et Osaka               | Invité au concert de Sumire Haruno                |
| 2015               | Golden Songs Concert Tour                          | /                                        | Japon, Tokyo                        | Concert                                           |
| 2015 - 2016        | Elisabeth                                          | Der Tod                                  | Tournée en Allemagne et en Autriche |                                                   |
| 2016               | Asato - Máté - Kanata Special Live                 | /                                        | Japon, Tokyo                        | Concert en trio avec Asato Shizuki et Kanata Irei |
| 2016               | The Cinema Musical Concert                         | /                                        | Japon, Tokyo                        | Concert                                           |
| 2017 - 2019 / 2023 | Musical And Miskolc Concert                        | /                                        | Hongrie, Miskolc                    | Tournée                                           |
| 2020               | Maya’s Magic Moments                               | /                                        | Autriche, Vienne                    | Concert                                           |
| 2021               | Sound Of Music Concert                             | /                                        | Allemagne                           | Tournée                                           |
| 2022               | Akiko Nakajima And Friends                         | /                                        | Japon, Tokyo                        | Invité au concert de Akiko Nakajima               |
| 2023               | Think Of Me Concert                                | /                                        | Japon, Tokyo                        | Concert                                           |
| 2023               | Hungarian Embassy Concerts                         | /                                        | Japon, Tokyo                        | Concert                                           |
| 2023               | Made In Japan                                      | /                                        | Autriche, Wiener Neustadt           | Concert                                           |
| 2023               | Shizuki Asato Dinner Show                          | /                                        | Japon, Tokyo                        | Invité au concert de Shizuki Asato                |
| 2024               | Juristenball Wien                                  | /                                        | Autriche, Vienne                    | Concert                                           |
| 2024               | Marie Tatsumi, Soprano Recital Vol.6 : La Traviata | /                                        | Japon, Tokyo                        | Invité au récital de Marie Tatsumi                |
| 2024               | Hungarian Festival                                 | /                                        | Japon, Tokyo                        |                                                   |
| 2024               | Christmas Salon Concert                            | /                                        | Japon, Tokyo                        |                                                   |